# Данај
Данај (стгрч. Δαναός [] — Данаос, лат. Danaus — Данаус) је син египатског краља Бела и његове жене Анхиноје, краљ Арга и праотац грчког племена Данајаца.

## Митологија
Данај је био краљ Либије, где је владао до своје дубоке старости, а тада је његов брат Египат, краљ суседне земље, затражио Данајевих педесет кћери да се удају за његових педесет синова. Данај није пристао на то, а краљ Египат му је објавио рат и потом га поразио. Данај није желео да падне у ропство Египта и потражио је уточиште, заједно са својим кћеркама у Арголиди на Пелопонезу, домовину његове прамајке Ије, код краља Пелезга.
Недуго затим, краљ Египат је са својим трупама стигао до Арголиде, искрцао са на њене обале и потукао краља Пелезга, а Данеја прислио да своје кћерке да његовим синовима за жене.
Данеј је наредио својим кћеркамаи оне су, по очевој заповести, у првој брачној ноћи убиле своје мужеве. Све кћерке, сем најмлађе Хипермнестре су послушале свога оца, а за тај свој чин су биле кажњене од богова, да у подземном свету Хада вечно сипају воду у буре без дна. Судбина најмлађе кћерке краља Данаја, Хипермнестре је била другачија од судбине њених сестара, и она је за своје не испуњење заповести свог оца, била награђена од богова.
После овог догађаја, Данај се ослободио Египта и његових синова, а како је, после пораза, краљ Пелезго потражио спас у бегу, становници Арголиде су Данаја изабрали за краља. Данај је на месту некадашњег Пелезговог града саградио моћни и велики град и назвао га Арг. потомци краља Данаја су одржали дуго времена власт у Арголиди и постали су једни међу најистакнутијим јунацима Грчке херојског доба.

## Кћерке Данаја
- Хипермнестра - Горгофона - Бусириса - Енцелада
- Лика - Даифрона - Хиподамеа - Родиа
- Клеопатра - Астериа - Главка - Хипомедуза
- Горга - Ифимедуза - Рода - Пирена
- Дорион - Фарта - Мнестра - Евипа
- Анаксабија - Нело - Клита - Сфенела
- Хрисипа - Автоноја - Теано - Електра
- Еуридика - Главкипа - Антели
- Клеодора - Евипа - Ерато - Стигна
- Брика - Подарка - Актеа - Диоксипа
- Адита - Окипета - Пиларга - Хиподика
- Адианта - Калидика - Ојма - Келено - Хиперипа